# Alex Servais
Alexandre Louis 'Alex' Servais (Luxemburg, 2 maart 1896 - Leysin, 17 december 1949) was een Luxemburgse atleet. Hij nam deel aan de Olympische Zomerspelen van 1920.

## Biografie
Tijdens de Olympische Zomerspelen van 1920 was Servais de vlaggendrager van zijn land tijdens de openingsceremonie.

## Belangrijkste resultaten

### Olympische Zomerspelen
| Jaar | Plaats    | Discipline | Onderdeel             | Resultaten                                                                           |
| ---- | --------- | ---------- | --------------------- | ------------------------------------------------------------------------------------ |
| 1920 | Antwerpen | Atletiek   | 100 m (m)             | eerste ronde: 5e (reeks 5)                                                           |
| 1920 | Antwerpen | Atletiek   | 4x100 m estafette (m) | eerste ronde: 2e (reeks 1) finale: 6esamen met: Jean Colbach Paul Hammer Jean Proess |
| 1920 | Antwerpen | Atletiek   | discuswerpen (m)      | kwalificatieronde: DNS                                                               |
| 1920 | Antwerpen | Atletiek   | speerwerpen (m)       | kwalificatieronde: 21e                                                               |

- World Athletics: 14989351